# Ad usum Delphini

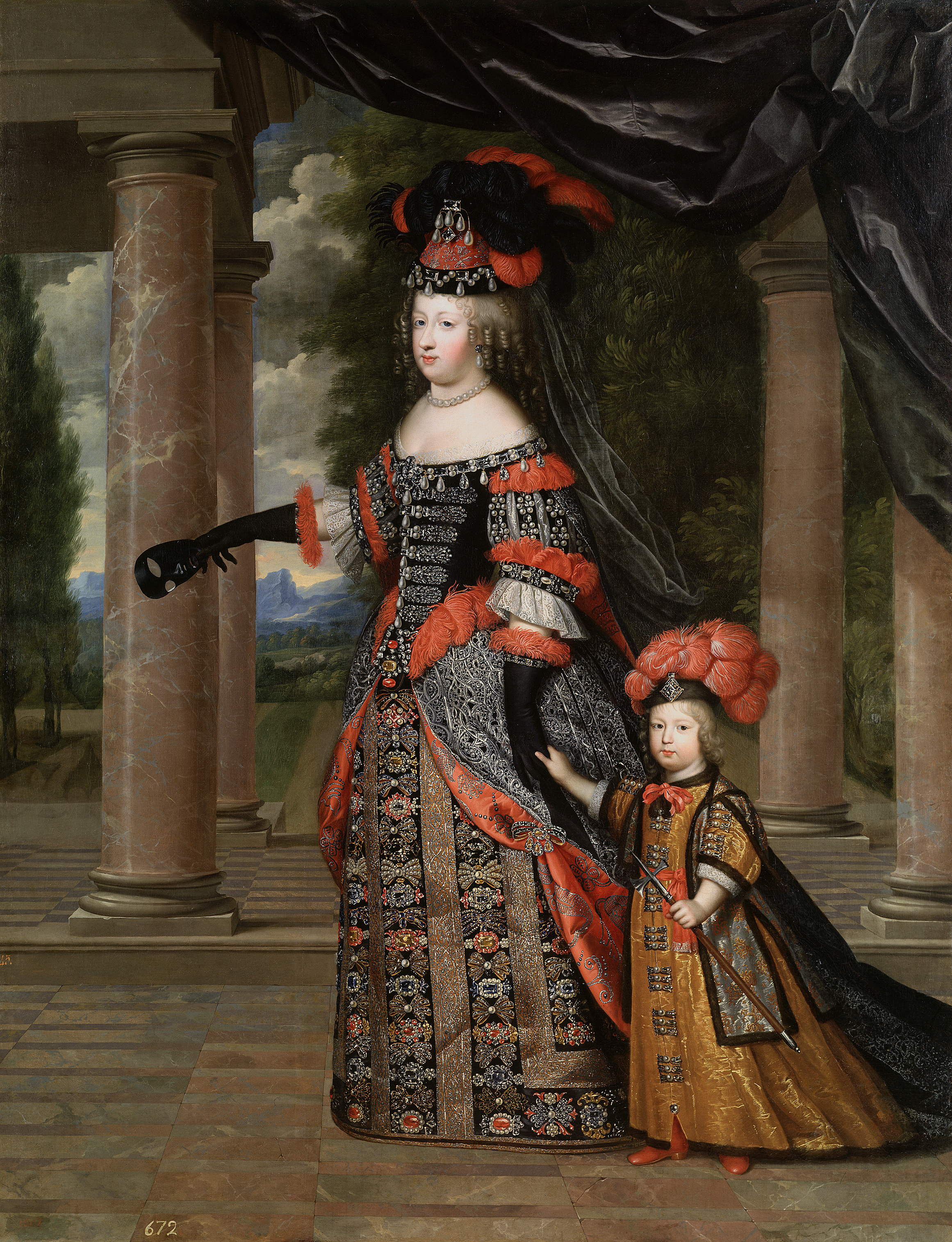
Maria Teresa d'Asburgo con suo figlio Luigi, il Gran Delfino, in un dipinto del 1663 di Henri e Charles Beaubrun.

Ad usum Delphini è una locuzione latina che significa «per uso del Delfino» ed era presente nei frontespizi dei testi adattati per il primogenito del re Luigi XIV di Francia. In realtà, era più impiegata l'espressione in usum Serenissimi Delphini, la quale col tempo cadde in disuso.

## Origine
L'espressione nacque nella Francia dell'Ancien Régime, dove veniva stampigliata sulla copertina dei testi classici greci e latini destinati all'istruzione dell'erede al trono di Francia, Luigi, il Gran Delfino, figlio del re Luigi XIV e di Maria Teresa d'Asburgo. In questi testi venivano censurati i passi considerati scabrosi o comunque non appropriati per la giovane età del Delfino. La collezione di libri ad usum Delphini comprende 64 volumi stampati tra il 1670 e il 1698 per ordine del precettore del Gran Delfino, Charles de Sainte-Maure, duca di Montausier, e sotto la supervisione di Jacques Bénigne Bossuet e di Pierre-Daniel Huet. I testi epurati furono poi ristampati e utilizzati nelle scuole.

## Uso
In seguito la locuzione passò a indicare l'edizione di un testo semplificata per adattarla alla limitata capacità di apprendimento, per età o per cultura, di una persona, mentre in senso dispregiativo denota la manipolazione di notizie, informazioni o documenti a vantaggio di un dato soggetto o per fini propagandistici.
Meno ricorrente in tempi moderni era l'uso della locuzione in documenti clinici e referti di esami medici relativi a un paziente, le cui gravi condizioni fisiche o psichiche ne sconsigliassero la comunicazione diretta: i documenti e i referti modificati a uso del paziente riportavano la dicitura "copia a.u.d.". La redazione di documenti medici a.u.d. è oggi vietata in molti Paesi.